# Rugby 7 en los XXI Juegos Centroamericanos y del Caribe
Se detallan los resultados de las competiciones deportivas para la especialidad de Rugby
en los XXI Juegos Centroamericanos y del Caribe.

## Fase de grupos

### Grupo A
| Pos | Países       | Partidos | Partidos | Partidos | Tantos | Tantos | Tantos | Pts |
| Pos | Países       | G        | E        | P        | PF     | PC     | DP     | Pts |
| --- | ------------ | -------- | -------- | -------- | ------ | ------ | ------ | --- |
| 1   | Guyana       | 3        | 0        | 0        | 113    | 7      | +106   | 9   |
| 2   | Bahamas      | 2        | 0        | 1        | 48     | 38     | +10    | 7   |
| 3   | Islas Caimán | 1        | 0        | 2        | 26     | 67     | -41    | 5   |
| 4   | Costa Rica   | 0        | 0        | 3        | 24     | 99     | -75    | 3   |

### Grupo B
| Pos | Países            | Partidos | Partidos | Partidos | Tantos | Tantos | Tantos | Pts |
| Pos | Países            | G        | E        | P        | PF     | PC     | DP     | Pts |
| --- | ----------------- | -------- | -------- | -------- | ------ | ------ | ------ | --- |
| 1   | Trinidad y Tobago | 2        | 1        | 0        | 39     | 12     | +27    | 8   |
| 2   | México            | 1        | 1        | 1        | 17     | 29     | -12    | 6   |
| 3   | Jamaica           | 0        | 2        | 1        | 17     | 19     | -2     | 5   |
| 4   | Venezuela         | 0        | 2        | 1        | 24     | 37     | -13    | 5   |

### Definición 5° puesto
|  | Semifinal    | Semifinal    | Semifinal |           |         | 5° puesto    | 5° puesto    | 5° puesto |  |
|  |              |              |           |           |         |              |              |           |  |
|  |              |              |           |           |         |              |              |           |  |
|  | Bahamas      | Bahamas      | 26        |           |         |              |              |           |  |
|  | Bahamas      | Bahamas      | 26        |           |         |              |              |           |  |
|  | Costa Rica   | Costa Rica   | 0         |           |         |              |              |           |  |
|  | Costa Rica   | Costa Rica   | 0         |           | Bahamas | Bahamas      | 26           |           |  |
|  |              |              |           |           | Bahamas | Bahamas      | 26           |           |  |
|  |              |              | Venezuela | Venezuela | 15      |              |              |           |  |
|  | Venezuela    | Venezuela    | Venezuela | Venezuela | 15      | 24           |              |           |  |
|  | Venezuela    | Venezuela    |           |           |         | 24           |              |           |  |
|  | Islas Caimán | Islas Caimán | 10        |           |         | 7° puesto    | 7° puesto    | 7° puesto |  |
|  | Islas Caimán | Islas Caimán | 10        |           |         | 7° puesto    | 7° puesto    | 7° puesto |  |
|  |              |              |           |           |         |              |              |           |  |
|  |              |              |           |           |         | Islas Caimán | Islas Caimán | 38        |  |
|  |              |              |           |           |         | Islas Caimán | Islas Caimán | 38        |  |
|  |              |              |           |           |         | Costa Rica   | Costa Rica   | 0         |  |
|  |              |              |           |           |         | Costa Rica   | Costa Rica   | 0         |  |
|  |              |              |           |           |         |              |              |           |  |

### Copa de oro
|  | Cuartos de final  | Cuartos de final  | Cuartos de final  |                   |         | Semifinales | Semifinales | Semifinales |        |                   | Medalla de oro    | Medalla de oro    | Medalla de oro |  |
|  |                   |                   |                   |                   |         |             |             |             |        |                   |                   |                   |                |  |
|  |                   |                   |                   |                   |         |             |             |             |        |                   |                   |                   |                |  |
|  | Guyana            | Guyana            | 28                |                   |         |             |             |             |        |                   |                   |                   |                |  |
|  | Guyana            | Guyana            | 28                |                   |         |             |             |             |        |                   |                   |                   |                |  |
|  | Venezuela         | Venezuela         | 7                 |                   |         |             |             |             |        |                   |                   |                   |                |  |
|  | Venezuela         | Venezuela         | 7                 |                   | Guyana  | Guyana      | 31          |             |        |                   |                   |                   |                |  |
|  |                   |                   |                   |                   | Guyana  | Guyana      | 31          |             |        |                   |                   |                   |                |  |
|  |                   |                   | México            | México            | 0       |             |             |             |        |                   |                   |                   |                |  |
|  | Islas Caimán      | Islas Caimán      | México            | México            | 0       | 0           |             |             |        |                   |                   |                   |                |  |
|  | Islas Caimán      | Islas Caimán      |                   |                   |         |             |             |             |        |                   |                   |                   |                |  |
|  | México            | México            | 14                |                   |         |             |             |             |        |                   |                   |                   |                |  |
|  | México            | México            | 14                |                   |         |             |             |             |        | Guyana            | Guyana            | 21                |                |  |
|  |                   |                   |                   |                   |         |             |             |             |        | Guyana            | Guyana            | 21                |                |  |
|  |                   |                   | Jamaica           | Jamaica           | 7       |             |             |             |        |                   |                   |                   |                |  |
|  | Jamaica           | Jamaica           | Jamaica           | Jamaica           | 7       | 15          |             |             |        |                   |                   |                   |                |  |
|  | Jamaica           | Jamaica           |                   |                   |         |             |             |             |        |                   |                   |                   |                |  |
|  | Bahamas           | Bahamas           | 0                 |                   |         |             |             |             |        |                   |                   |                   |                |  |
|  | Bahamas           | Bahamas           | 0                 |                   | Jamaica | Jamaica     | 10          |             |        | Medalla de bronce | Medalla de bronce | Medalla de bronce |                |  |
|  |                   |                   |                   |                   | Jamaica | Jamaica     | 10          |             |        | Medalla de bronce | Medalla de bronce | Medalla de bronce |                |  |
|  |                   |                   | Trinidad y Tobago | Trinidad y Tobago | 21      |             |             |             |        |                   |                   |                   |                |  |
|  | Costa Rica        | Costa Rica        | Trinidad y Tobago | Trinidad y Tobago | 21      | 5           |             |             | México | México            | 10                |                   |                |  |
|  | Costa Rica        | Costa Rica        |                   |                   |         |             |             |             | México | México            | 10                |                   |                |  |
|  | Trinidad y Tobago | Trinidad y Tobago | 33                |                   |         |             |             |             |        |                   | Trinidad y Tobago | Trinidad y Tobago | 5              |  |
|  | Trinidad y Tobago | Trinidad y Tobago | 33                |                   |         |             |             |             |        |                   | Trinidad y Tobago | Trinidad y Tobago | 5              |  |
|  |                   |                   |                   |                   |         |             |             |             |        |                   |                   |                   |                |  |

#### Medallero Total
País anfitrión en negrilla. La tabla se encuentra ordenada por la cantidad de medallas de oro.
| Núm.  | País    | Oro | Plata | Bronce | Total | Orden por Total |
| ----- | ------- | --- | ----- | ------ | ----- | --------------- |
| 1     | Guyana  | 1   | 0     | 0      | 1     | 1               |
| 2     | Jamaica | 0   | 1     | 0      | 1     | 1               |
| 3     | México  | 0   | 0     | 1      | 1     | 1               |
| TOTAL | TOTAL   | 1   | 1     | 1      | 3     |                 |

Fuente: Organización de los XXI Juegos Centroamericanos y del Caribe